# Konkursordnung (Deutschland)

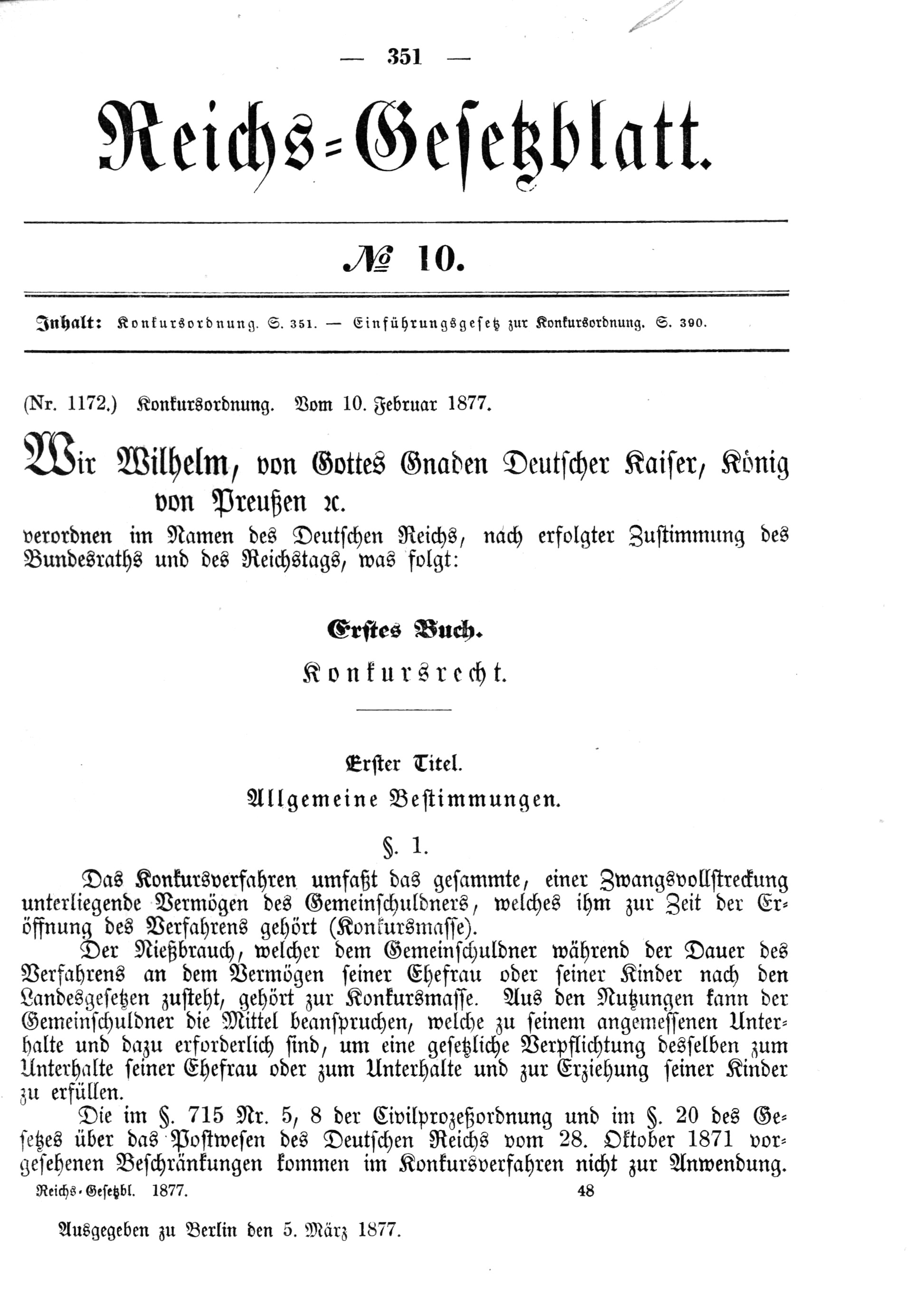
Verkündung der Konkursordnung

Die Konkursordnung (KO) war eines der Reichsjustizgesetze, die vom 1. Oktober 1879 das Prozessrechte in Deutschland vereinheitlichten. Als einziges Reichsjustizgesetz ist es nicht mehr in Kraft, sondern wurde am 1. Januar 1999 von Insolvenzordnung abgelöst. Ziel des Gesetzes war es, nach der Reichsgründung den Konkurs im Deutschen Kaiserreich einheitlich zu regeln. Die KO wurde von einem Entwurf von 1873 aus dem preußischen Justizministerium unter Adolph Leonhardt für eine deutsche Gemeinschuldordnung beeinflusst. In deren Mittelpunkt stand die Befriedigung der Gläubiger. Die KO wurde am 10. Februar 1877 von Kaiser Wilhelm I. unterzeichnet und erschien im Reichsgesetzblatt 1877 Nummer 10 Seite 390. 
Die KO war geprägt vom Grundsatz der unbeschränkten Nachforderung: Soweit die Forderungen im Insolvenzverfahren nicht erfüllt worden waren, konnten sie nach Abschluss des Verfahrens weiter durchgesetzt werden (vgl. Einzelzwangsvollstreckung). Der Schuldner wurde bis zum Ablauf einer dreißigjährigen Verjährungsfrist, die laut § 218 Absatz 1 Satz 2 des Bürgerlichen Gesetzbuches (BGB) insbesondere für Ansprüche aus einem Konkursverfahren galt, den Ansprüchen der Gläubiger und entsprechenden Vollstreckungsmaßnahmen ausgesetzt. Zugleich wurde die Verjährung laut § 214 Absatz 1 während des Konkurses unterbrochen. Dieser Zustand wurde nicht nur für viele private Schuldner, deren Leben ohne Perspektive oder Hoffnung auf Besserung war, als inakzeptabel erachtet. Kritik dazu meldete unter anderem 1986 der damalige Bundesjustizminister Hans A. Engelhard an. Mangels Anreiz zu gesteigerter Erwerbstätigkeit des Schuldners bestand auch für die Gläubiger wenig Aussicht, die verbliebenen Forderungen noch durchsetzen zu können. Die dreißigjährige Verjährungsfrist wurde zwar auch in die neue Fassung des § 197 Absatz 1 Nummer 5 BGB übernommen, als am 1. Januar 1999 die KO von der Insolvenzordnung abgelöst wurde. Doch wurde dafür die Restschuldbefreiung eingeführt.